# Ljupko Petrović
Ljupko Petrović, cirill betűkkel Љупко Петровић (Brusnica Velika, 1947. május 15. –) boszniai szerb labdarúgó, edző. Az 1990–91-es idényben BEK-győztes Crvena zvezda vezetőedzője.

## Pályafutása

### Játékosként
1967 és 1979 között az NK Osijek labdarúgója volt, ahol háromszor nyert a csapattal bajnokságot a jugoszláv bajnokság másodosztályának a nyugati csoportjában. 1979 és 1982 között az Egyesült Államokban teremlabdarúgó volt. 1979 és 1981 között a Buffalo Stallions, 1981–82-ben a Kansas City Comets, 1982-ben a Phoenix Inferno játékosa volt.

### Edzőként
1982 és 1984 között az Osijek ifjúsági, 1984 és 1987 között az A-csapatának a vezetőedzője volt. 1987–88-ban a Spartak Subotica csapatával a másodosztályban, 1988–89-ben a Vojvodinával az élvonalban nyert bajnoki címet. 1990–91-ben a Crvena zvezda szakmai munkáját irányította. Jugoszláv bajnok és BEK-győztes lett a csapattal. 1994 és 1996 között, 2004-ben ismét a Crvena vezetőedzője volt. Az 1994–95-ös idényben bajnokságot és kupát nyert az együttessel.
2000 óta három bolgár csapatnál dolgozott több időszakban. 2000–01-ben és 2016-ban a Levszki Szofija csapatánál dolgozott, ahol egy bajnoki címet nyert. 2003 óta négy időszakban tevékenykedett a Litex Lovecs együttesénél, ahol bolgárkupa-győzelmet ért el és 2023 óta ismét a csapat vezetőedzője. 2018–19-ben a CSZKA Szofija együttesénél tanácsadó, majd vezetőedző volt.
Európában dolgozott Spanyolországban (Espanyol), Görögországban (PAÓK, Olimbiakósz), Ausztriában (Grazer AK) és Horvátországban (Croatia Sesvete, Lokomotiva Zagreb). Dél-Amerikában az uruguayi Peñarol edzője volt. Dolgozott még az Egyesült Arab Emírségekben (al Ahli), Kínában (Sanghaj Senhua, Beijing Guoan), Kazahsztán (Taraz, Akzsajik), Ruandában (APR) és Vietnámban (Đông Á Thanh Hóa) is.

## Sikerei, díjai

### Játékosként
NK Osijek
- Jugoszláv bajnokság – másodosztály (nyugat)
  - bajnok (3): 1969–70, 1972–73, 1976–77

### Edzőként
Spartak Subotica
- Jugoszláv bajnokság – másodosztály (nyugat)
  - bajnok: 1987–88

 Vojvodina
- Jugoszláv bajnokság
  - bajnok: 1988–89

 Crvena zvezda
- Jugoszláv bajnokság
  - bajnok: 1990–91
- Jugoszláv SZK-bajnokság
  - bajnok: 1994–95
- Jugoszláv SZK-kupa
  - győztes: 1995
- Bajnokcsapatok Európa-kupája (BEK)
  - győztes: 1990–91

 Levszki Szofija
- Bolgár bajnokság
  - bajnok: 2000–01

 Beijing Guoan
- Kínai kupa
  - győztes: 2003

 Litex Lovecs
- Bolgár kupa
  - győztes: 2004

 APR
- Ruandai bajnokság
  - bajnok (2): 2013–14, 2017–18